# Code Girls (Initiative)

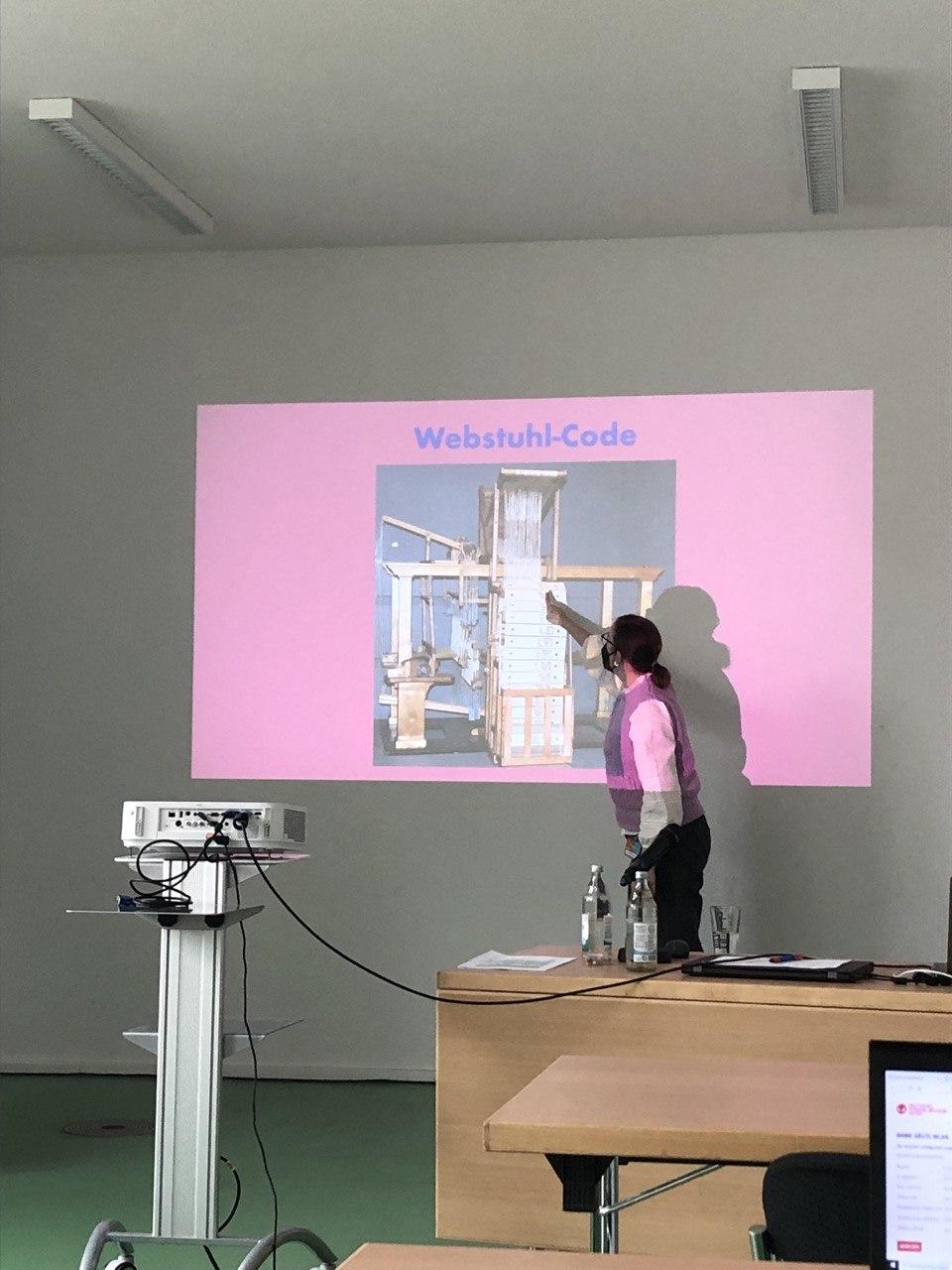
Workshop der Code Girls am Hygiene-Museum Dresden

Code Girls ist eine gemeinnützige Initiative aus Leipzig, in deren Rahmen Workshops und Vorträge zu den Themen Coding, Programmierung und Digitalisierung organisiert werden. Ziel der Workshops ist es, Mädchen und Frauen grundlegende Kenntnisse im Coden und Programmieren zu vermitteln.

## Geschichte
Die Code Girls wurden 2012 von Julia Hoffmann und Natalie Sontopski gegründet, um sich selbst und anderen Anfängerinnen das Programmieren beizubringen. Zu Beginn hat sich die Initiative lokal in Leipzig organisiert. Aus den regelmäßigen Treffen entstand ein überregionales Netzwerk. Mittlerweile geben die Code Girls auch außerhalb Leipzigs und europaweit Workshops. Als Non-Profit-Organisation wollen die Code Girls nicht nur praktische Kenntnisse vermitteln, sondern auch über Ungleichgewichte in der Informatik- und Technik-Branche aufklären.

„Das Internet ist ein Raum, der vor allem von Männern geschaffen und programmiert wird.“

Den geringen Anteil von weiblichen Personen in der Informatik-Branche begreifen sie als strukturelles Problem. Ihrer Meinung nach können Computerprogramme daher nicht als neutral verstanden werden. Sontopski sagte in einem Interview mit dem ZDF, dass sie die Lösung für eine vorurteilsfreiere Zukunft der KI vor allem in einer genaueren Auswahl der Datensätze sehe. Diversere Teams könnten Datensätze mit z. B. einem Gender Bias besser erkennen und so rechtzeitig verhindern, dass KIs mit ihnen gefüttert werden.

## Projekte
Gemeinsam haben die Code Girls das Buch We Love Code! Das kleine 101 des Programmierens herausgegeben. In diesem Buch wird beschrieben, wie in den 1950er Jahren die Mathematikerin Grace Hopper Programmiersprachen entwickelte und welche Rolle Programmiererinnen wie Ada Lovelace in der Anfangszeit der Informatik gespielt haben. Auch die Geschichte des ersten digitalen Computers, ENIAC, ist geprägt durch die Programmier-Arbeit zahlreicher Frauen, genannt ENIAC-Girls. An jene Software-Arbeiterinnen in der Anfangszeit der Informatik und des Programmierens ist auch der Name der Organisation, Code Girls, angelehnt. Workshops haben die Code Girls bereits im Goethe-Institut in Belarus und am Hygiene-Museum in Dresden gegeben.

## Rezeption
Über die Arbeit der Initiative wurde überregional berichtet. In einem Beitrag bei Deutschlandfunk Nova heißt es, dass die Gruppe aktiv am Abbau von Klischees über das mangelnde Technikverständnis von Frauen arbeitet. Pia Rauschenberger stellt auf Jetzt.de fest, dass die Initiative auch innerhalb der Hacker-Szene an Renommé gewonnen hat. Über das Buch We Love Code! Das kleine 101 des Programmierens urteilt Lucas Böhme von urbanite, dass es einen „erfrischend-humorvollen Schreibstil“ hat und hebt hervor, „dass die Autorinnen gerade beim heiklen Thema Datenschutz auch ihr eigenes Verhalten kritisch reflektieren, statt mit platter Belehrungsattitüde des Zeigefingers von oben herab zu agieren“.

## Publikationen
- We Love Code!: Das kleine 101 des Programmierens. Koehler & Amelang, Leipzig 2016, ISBN 978-3-7338-0404-6.